# نياجارا فولز (نيويورك)
نياجارا فولز (بالإنجليزية: Niagara Falls)‏ هي مدينة في ولاية نيويورك الأمريكية. تقع بجوار نهر نياجارا، على الجانب الآخر من مدينة نياجارا فولز (اونتاريو) ، وتسمى على اسم شلالات نياجارا الشهيرة التي يشاركونها .يبلغ عدد سكانها حسب تعداد سنة 2000: 55,593 نسمة. ويبلغ عددهم حسب تقدير 2007 حوالي:51,645 نسمة.
في حين أن المدينة كانت محتلة من قبل الأمريكيين الأصليين، فإن الأوروبيين الذين هاجروا إلى شلالات نياغارا في منتصف القرن السابع عشر بدأوا في فتح الأعمال التجارية وتطوير البنية التحتية. في وقت لاحق في القرنين الثامن عشر والتاسع عشر، بدأ العلماء ورجال الأعمال في تسخير قوة نهر نياغارا لتوليد الكهرباء وبدأت المدينة في جذب المصنعين والشركات الأخرى بسبب الطاقة الكهرومائية غير المكلفة .اما بعد ستينيات القرن العشرين، شهدت المدينة والمنطقة تدهورًا اقتصاديًا، وذلك بعد محاولة للتجديد الحضاري تحت قيادة رئيس البلدية آنذاك «لاكي».

## جغرافيا
تقع شلالات نياجرا على الحدود الدولية بين الولايات المتحدة الأمريكية وكندا. تقع المدينة داخل منطقة بوفالو (نياجارا فولز) الحضرية وعلى بعد حوالي 16 ميل (26 كم) من بوفالو، نيويورك. وفقًا لمكتب الإحصاء الأمريكي، تبلغ مساحة المدينة 16.8 ميل مربع (44 كم مربع) ، منها 14.1 ميل مربع (37 كم مربع) من اليابسة و 2.8 ميل مربع (7.3 كم مربع) منها (16.37٪) هو الماء.

## المناخ
منطقة نياجارا فولز حارة جدا في الصيف ومثلجة في الشتاء، كانت درجات الحرارة الأكثر سخونة وبرودة في العقد الماضي, 97 درجة فهرنهايت (36 درجة مئوية) في عام 2005 و -13 درجة فهرنهايت (-25 درجة مئوية) في عام 2003 ، على التوالي. 38 ٪ من هطول الأمطار في فصل الشتاء الحار في شكل عاصفة رعدية.

## أعلام
- بوب هيل
- هاري ستاين
- بيتر بويل بورتر
- أغسطس سايمور بورتر
- أبريل ستيفنز
- رشاد إيفانز
- فرانشوت تون
- تشارلز سيفرز
- جوني فلين